# 沃巴寧戈 (密歇根州)
沃巴寧戈（英語：Wabaningo）是位於美國密歇根州馬斯基根縣弗魯特蘭鎮區的一個非建制地區。

## 地理
沃巴寧戈所處的海拔為高於海平面190米（即623英呎），而該地所採用的時區為UTC-5，即北美东部時區（EST）。同時該地設有夏令時間，為UTC-5調快一小時，即UTC-4（EDT）。